# Adolfo de la Huerta
Felipe Adolfo de la Huerta Marcor (Guaymas, Sonora; 26 de mayo de 1881-Ciudad de México, 9 de julio de 1955) fue un político y contador mexicano. Fue presidente de México, en calidad de sustituto, desde el 1 de junio hasta el 30 de noviembre de 1920. 
Durante su breve gobierno, se propuso reorganizar el gobierno, lograr la paz interna y convocar a elecciones generales para renovar el poder ejecutivo y legislativo. De la Huerta adoptó una actitud conciliadora hacia los grupos disidentes y reconoció la fuerza militar de quienes lo apoyaron. La formación de su gabinete fue muestra de esa intención, ya que estuvo integrada por algunos representantes de distintos grupos revolucionarios. También fue diputado, senador y 2 veces gobernador de Sonora.

## Antecedentes

### Los De la Huerta
Su abuelo, Torcuato de la Huerta, fue un español procedente de Guadix (Granada) que vino a radicar al estado de Sonora, donde conoció y contrajo matrimonio con Josefa Armenta Castro, nacida en El Fuerte, Sinaloa.  De esta unión nació, el 12 de julio de 1833, Torcuato de la Huerta Armenta.[cita requerida]. Torcuato y Josefa vivieron por un tiempo en territorio yaqui y se relacionaron con los miembros de esta etnia.

### Los Marcor
Sus bisabuelos fueron el español Bonifacio Basozábal y la sonorense Balvaneda Luján Fontes, quienes procrearon a una niña a la que llamaron Carmen, nacida en la villa de San Fernando de Guaymas en 1827.
Carmen Basozábal Luján contrajo matrimonio en 1845 con Juan Marcor Fayé (quien nació en Burdeos, Francia en 1810 y falleció en Guaymas en 1900). De esta unión nacieron trece hijos Carmen, Elisa, Juan, Polina, Luisa, Abraham, Adrián, Alfredo, Alberto, Emilio, Liberato, Torcuato y Gertrudis Marcor Basozábal.[cita requerida]

## Primeros años, estudios y vida revolucionaria

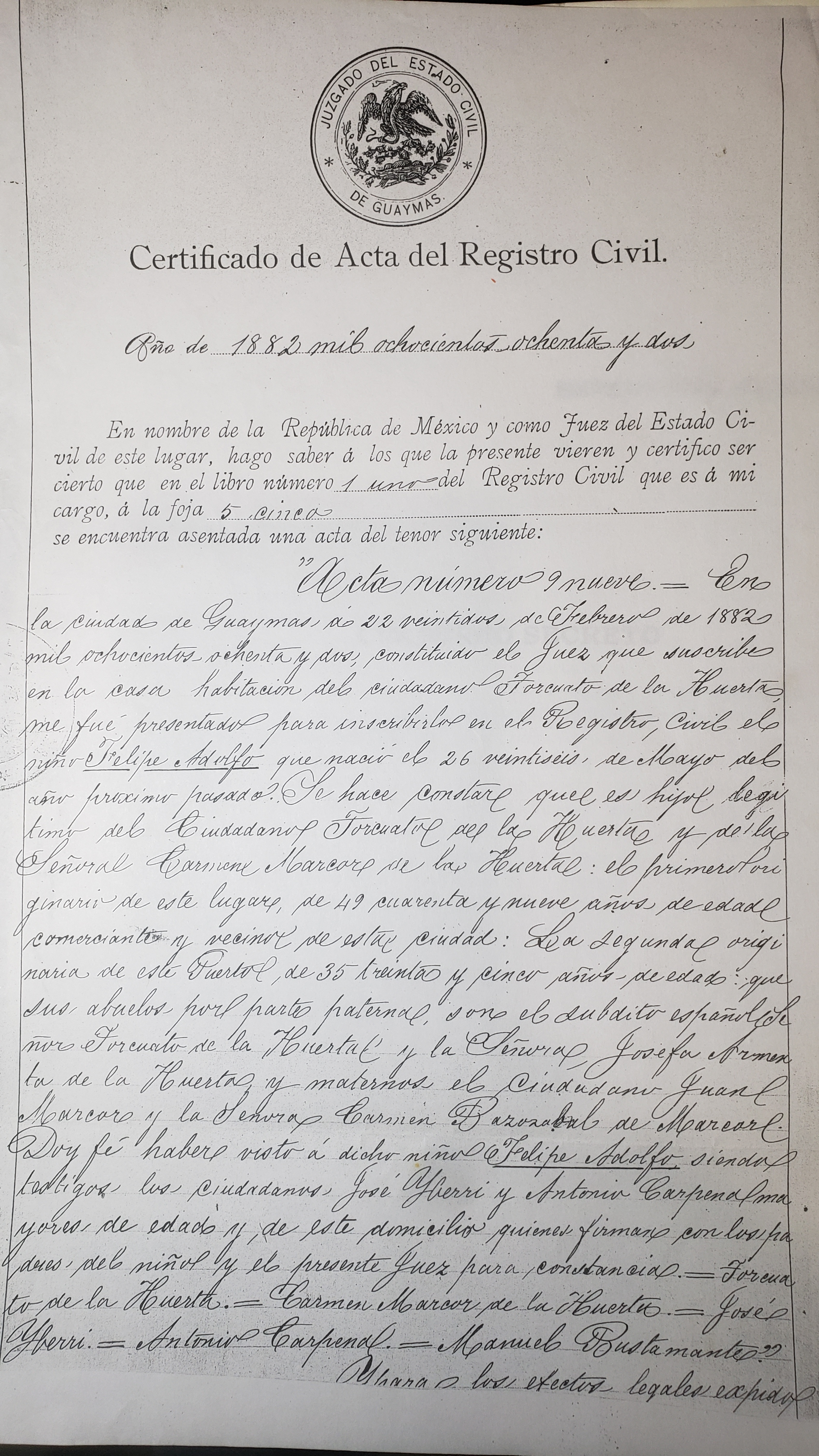
Copia de los archivos en el Registro Civil de Guaymas

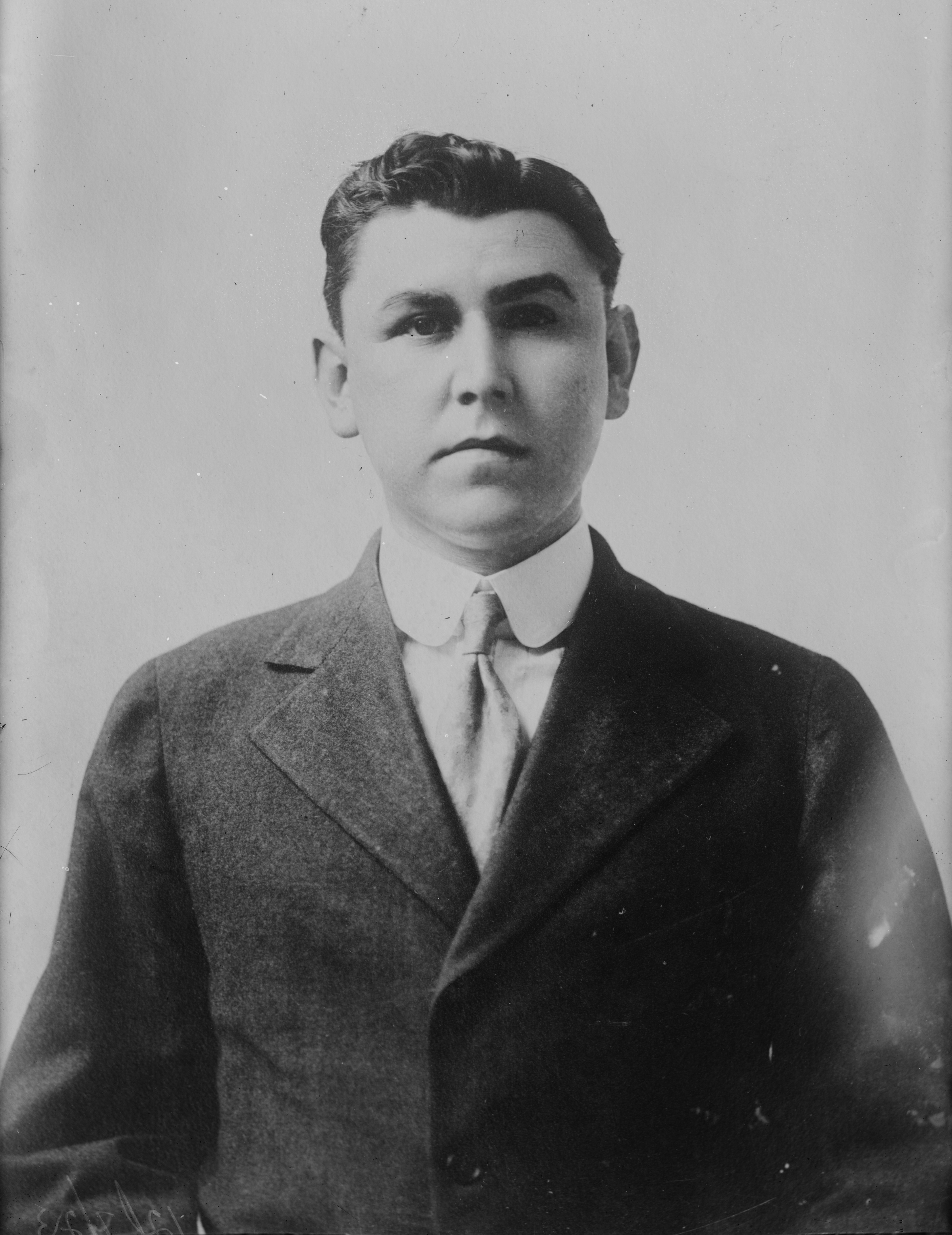
El joven Adolfo de la Huerta

Felipe Adolfo de la Huerta Marcor nació en Guaymas, Sonora, el 26 de mayo de 1881. Fue hijo de Torcuato de la Huerta Armenta y Carmen Marcor Basozábal. Cursó sus estudios primarios en El Colegio de Sonora de Hermosillo. En 1896 se trasladó a la Ciudad de México para ingresar a la Escuela Nacional Preparatoria, donde estudió contabilidad y canto hasta 1900. Ese año, su padre falleció y tuvo que regresar a Guaymas. La tienda “El Cosmopolita”, que era atendida por su padre y José Lino Iberri, se fue a la bancarrota. Entonces, el joven Adolfo se vio en la necesidad de buscar empleo. En noviembre de 1906 ingresó en la sucursal en Guaymas del Banco Nacional de México para trabajar como tenedor de libros (contador) y luego como gerente de la Hacienda-Tenería de San Germán.
De la Huerta tuvo dos hijos, Adolfo y Arturo, con su esposa, Clara Oriol.
En 1906 se incorporó al Partido Liberal Mexicano y apoyó económicamente la publicación del periódico Regeneración. Asiduo participante, ya fuera como músico y cantante en las fiestas y tertulias, en 1908 destacaba como miembro de la Sociedad "Amor al Arte". Por esas fechas, participó en grupos políticos antirreeleccionistas de Guaymas que eran encabezados por José María Maytorena. En 1909 se afilió al Club Antirreeleccionista de su localidad, donde fungió como secretario. A la caída de Porfirio Díaz, fue elegido diputado local y colaboró en la pacificación de los yaquis. Al suscitarse la Decena Trágica, formó parte del grupo que acompañó a Madero del Castillo de Chapultepec al Palacio Nacional. Fue diputado por Guaymas al congreso local de Sonora, enlace entre las fuerzas armadas de su estado natal y Venustiano Carranza y mediador de la tribu yaqui. En septiembre de 1913, Carranza lo nombró oficial mayor de la Secretaría de Gobernación, y en agosto de 1915, titular de la misma, cargo que desempeñó hasta abril de 1916.

## Gobernador de Sonora
El 19 de mayo de 1916, Adolfo De la Huerta fue nombrado gobernador provisional del estado de Sonora por Carranza. Entregó el poder el 18 de junio de 1917. Durante su breve administración, Adolfo dio fin a diversos conflictos con las empresas mineras, ferroviarias y agrícolas de capital extranjero. En su primer informe de gobierno presentó su programa que incluía: mejoramiento de puertos y vías de comunicación, promulgó  leyes y decretos en favor de la agricultura, las relaciones laborales y la recaudación fiscal; creó  escuelas rurales; edificó  un instituto de educación superior e instauró  una política para promover el empleo de la población local. Además, en 1916 organizó un contingente militar para detener el avance por territorio mexicano de la expedición punitiva bajo el mando del general John J. Pershing, enviada por el gobierno estadounidense en persecución de Francisco Villa después de que este atacó Columbus, Nuevo México.

## Puestos
El mismo año de 1916, a solicitud del presidente Carranza, De la Huerta regresó a la Oficialía Mayor de Gobernación y fue elegido senador por Sonora en el período de 1918 a 1922. A los pocos meses se separó del Senado para ocupar el Consulado General de México en Nueva York. Desde este puesto colaboró con el embajador en Washington, el ingeniero Ignacio Bonillas, y atendió los problemas de carácter internacional creados con motivo de la Primera Guerra Mundial. Dejó el cargo para figurar como candidato a gobernador constitucional del estado de Sonora por el Partido Revolucionario Sonorense para el periodo de 1919 a 1923. Ocupó la gubernatura el 1° de septiembre del mismo año, pero dejó el puesto de inmediato pues fue nombrado secretario de Hacienda del presidente Álvaro Obregón, donde permaneció hasta 1923. Estando en ese cargo, en 1922 firmó el Tratado De La Huerta-Lamont, como se le llama al primer acuerdo de pago de la deuda externa con el presidente del Comité Internacional de Banqueros en México, Thomas W. Lamont.

## Plan de Agua Prieta
Tras el apoyo de Carranza brindado a la candidatura del ingeniero Ignacio Bonillas para que le sucediera en el cargo, De la Huerta se distanció de él y en 1920 se unió al Plan de Agua Prieta, que era apoyado por los generales prominentes de Sonora (Álvaro Obregón y Plutarco Elías Calles) y de otros estados. El Plan desconocía al gobierno central y nombraba a De la Huerta jefe supremo del Ejército Liberal Constitucionalista. El plan triunfó, Carranza dejó la capital del país y trató de llegar a Veracruz. En el pueblo de Tlaxcalantongo, en la sierra de Puebla, fue asesinado el 21 de mayo de 1920.

## Mandato presidencial

### Política interna
Adolfo de la Huerta fue presidente provisional desde el 1 de junio hasta el 30 de noviembre de 1920, y durante esos seis meses se propuso reorganizar el gobierno, lograr la paz interna y convocar a elecciones generales para renovar el poder ejecutivo y legislativo. De la Huerta adoptó una actitud conciliadora hacia los grupos disidentes y reconoció la fuerza militar de quienes lo apoyaron. La formación de su gabinete fue muestra de esa intención, ya que estuvo integrada por algunos representantes de grupos revolucionarios.

### Gabinete
Al asumir el poder, Adolfo de la Huerta se propuso como tareas fundamentales reorganizar el gobierno, lograr la paz interna y convocar a elecciones generales para renovar los poderes ejecutivo y legislativo. Su actitud conciliadora hacia los grupos disidentes y hacia la fuerza militar que le apoyó lo llevó a formar un gabinete integrado por algunos representantes de grupos revolucionarios. Plutarco Elías Calles en Guerra y Marina, Antonio de la Mora como secretario de Defensa, Salvador Alvarado en Hacienda, Jacinto B. Treviño en Industria, Comercio y Trabajo, Antonio I. Villarreal en Agricultura y Fomento y Pascual Ortiz Rubio en Comunicaciones y Obras Públicas.

### Pacificación
La pacificación del país significó la eliminación de los jefes militares partidarios de Carranza, sobre todo los más destacados como Pablo González, Cándido Aguilar y Manuel M. Diéguez (que fueron relevados de su mando y exiliados) y la incorporación de sus tropas al ejército federal controlado ahora por sonorenses. El siguiente paso fue buscar la reconciliación de zapatistas y villistas. En cuanto a los primeros, se les incorporó al ejército federal en calidad de División del Sur. En tanto a los segundos, se logró poner una solución negociada que consistía en que las unidades villistas fueran disueltas a cambio de que el gobierno otorgara un reparto de tierras a los soldados veteranos. A Pancho Villa se le ofreció una hacienda en Chihuahua donde tendría la oportunidad de incorporarse a la vida civil como terrateniente. Tras varias negociaciones, Villa aceptó, y el 28 de julio firmó el acta de rendición; un mes después se estableció en la Hacienda de Canutillo.

### Elección presidencial
Después de que entregó el mando de sus tropas y quedó licenciado del ejército, Álvaro Obregón reanudó su campaña electoral interrumpida por la lucha contra Carranza, y aunque el Partido Nacional Republicano postuló al ingeniero Alfredo Robles Domínguez como candidato a la presidencia, la victoria obregonista era inminente porque tenía a su favor una enorme red de apoyos compuesta por numerosas organizaciones estatales.

## Rebelión delahuertista
Adolfo de la Huerta le entregó tranquilamente el poder a su sucesor, Álvaro Obregón. De la Huerta figuró en el gabinete obregonista como secretario de Hacienda. Entabló negociaciones con el Comité Internacional de Banqueros en Nueva York y logró reanudar el servicio de la deuda pública exterior. Como consecuencia de sus esfuerzos, en 1922 se firmaron los tratados De la Huerta-Lamont que reducían las responsabilidades contraídas en materia de deuda externa. Como secretario de Hacienda en 1922 propuso la creación de un Impuesto Federal a la Propiedad, propuesta que fue controvertida en su momento y le valió la crítica de cámaras agrícolas, cámaras de comercio y ligas de propietarios, quienes se aliaron en la "Alianza de la Propiedad" y presionaron al gobierno obregonista a través de la figura del juicio de amparo. De la Huerta tuvo fricciones con el presidente Obregón a raíz de la firma del Tratado de Bucareli en 1923, pues consideraba que los Tratados atentaban contra la soberanía de México. Renunció a su cargo en el gabinete y aceptó su candidatura presidencial por el Partido Nacional Cooperativista para contender contra el general Calles. Se trasladó a Veracruz desde donde lanzó un manifiesto que desató la rebelión delahuertista. 
Debido al aislamiento del estado de Tabasco, este se convirtió en el reducto más seguro para los rebeldes,  por lo que Adolfo de la Huerta, considerándolo un territorio inexpugnable partió de Veracruz el 5 de febrero rumbo a Villahermosa, la capital del estado, la cual estaba tomada por los rebeldes delahuertistas desde el 10 de enero. De Villahermosa, De la Huerta viajó al puerto de Frontera el 20 de febrero y a través de un manifiesto la declaró "Capital Delahuertista de México", regresando posteriormente a Villahermosa. De la Huerta permaneció ahí poco más de un mes hasta que decidió abandonar el país y el 11 de marzo de 1924 partió hacia Estados Unidos.
El movimiento se debilitó desde el momento que De la Huerta partió a Estados Unidos, las tropas federales marcharon sobre Tabasco, convertido en el último reducto de los rebeldes. Las tropas leales al gobierno tomaron Frontera y el 17 de junio recuperaron Villahermosa, con lo que cayó el último bastión del delahuertismo.

## Exilio, años posteriores y muerte

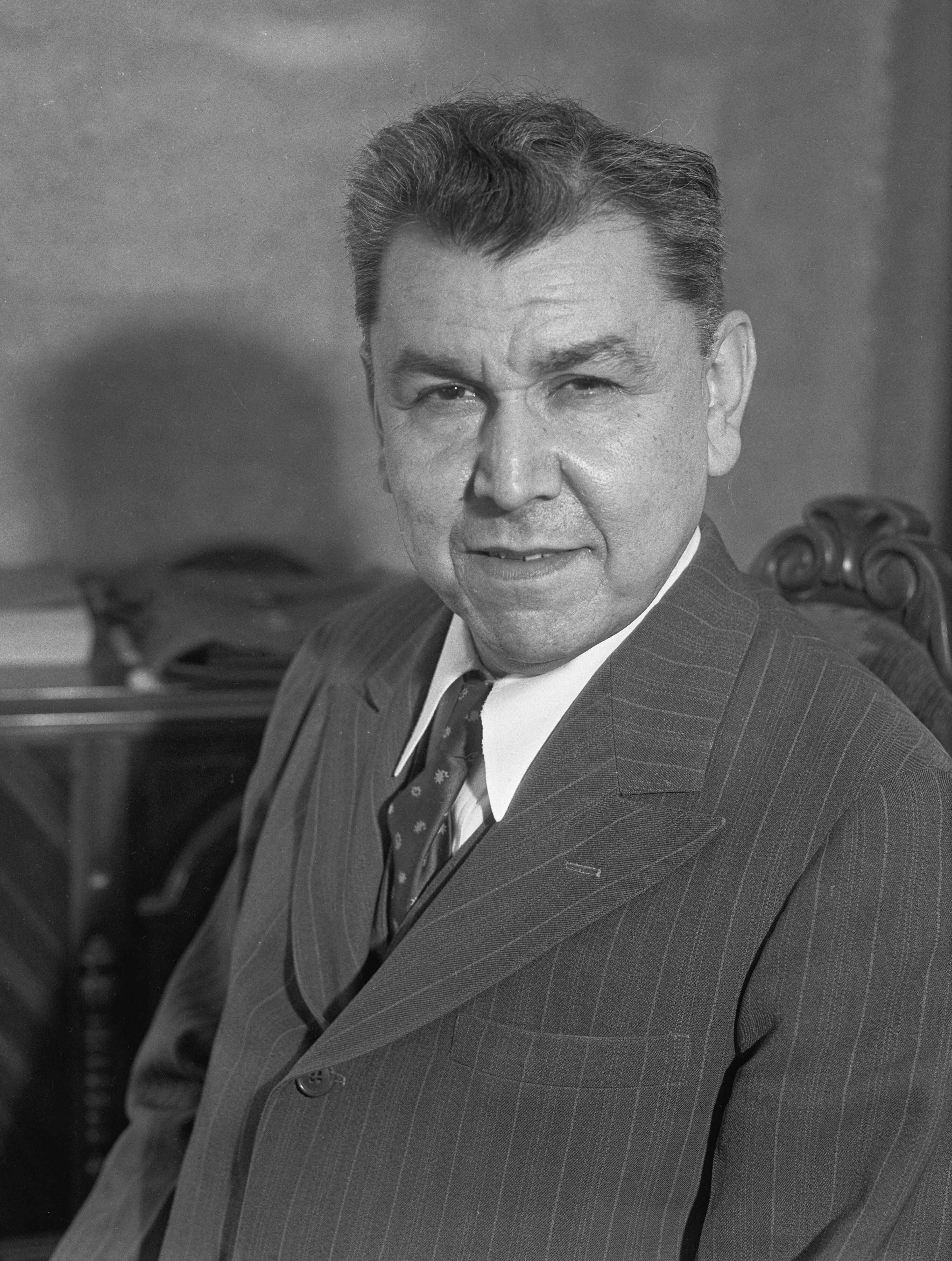
De la Huerta, c. 1935

En el exilio, Adolfo y su esposa Clara Oriol pasaron estrecheces económicas muy fuertes. Por esa razón el matrimonio De la Huerta abrió una escuela de canto cercana a Hollywood. Adquirió fama y renombre, y su situación económica mejoró mucho, lo cual permitió a De la Huerta darle a su familia una vida digna. Tras haber estado 11 años en el exilio, en 1935, Adolfo y su familia volvieron a pisar tierras mexicanas durante el sexenio de Lázaro Cárdenas del Río. Posteriormente, ocupó la Dirección de Pensiones en los gobiernos de Manuel Ávila Camacho y de Miguel Alemán Valdés y fue Visitador General de Consulados durante el mandato de Adolfo Ruiz Cortines. Falleció en la Ciudad de México el 9 de julio de 1955, de un ataque cardíaco y edema pulmonar. Los restos de Adolfo de la Huerta, descansan en el Panteón Francés de San Joaquín, junto a los de su esposa Clara.